# Stroud, Oklahoma
Stroud är en ort i Lincoln County i delstaten Oklahoma, USA.